# Malpaisomys insularis
Malpaisomys insularis är en utdöd däggdjursart som beskrevs av Hutterer, Lopez-Martinez och Michaux 1988. Malpaisomys insularis är ensam i släktet Malpaisomys som ingår i familjen råttdjur. Inga underarter finns listade i Catalogue of Life.
Denna gnagare var endemisk på Kanarieöarna (Fuerteventura, Lanzarote och Graciosa) och dog ut för cirka 800 år sedan. På grund av upphittade kvarlevor antas att Malpaisomys insularis var mycket vanlig på öarna för cirka 2000 år sedan. Med en uppskattad kroppslängd (huvud och bål) av 11 cm, en svanslängd av 10 cm och en vikt av cirka 40 g var arten mindre än det andra ursprungliga kanariska råttsläktet Canariomys. Med sina långa extremiteter hade den bra förmågan att klättra i stelnad lava. Arten klarade troligen inte konkurrensen av den introducerade husmusen (Mus musculus).